# Thengel
Thengel es un personaje ficticio que pertenece al legendarium creado por el escritor británico J. R. R. Tolkien y cuya historia es narrada en los apéndices de la novela El Señor de los Anillos. Es un Rohir, decimosexto rey de Rohan. Hijo único de Fengel, nacido en 2905 T. E.

## Historia
Fue a vivir a Gondor con su madre y su familia, fue allí donde conoció a Morwen de Lossarnach ( a pesar de que Morwen era 17 años menor que él), con quien se casaría a la edad de 38 años. Pasó a ser Rey de Rohan tras la muerte de su padre en 2953 T. E. Morwen le dio un hijo (Théoden) y cuatro hijas entre las que es estaba Théodwyn, madre de Éomer y Éowyn.
Thengel aprendió sindarin mientras vivía en Gondor, junto con el oestron era la lengua de su casa. Nunca habló rohírrico. Durante su reinado, Saruman se autoproclamó Señor de Isengard. Le sucedió su hijo Théoden en 2980 T. E.